# Maria (Rebellenführerin)
Maria (Geburt unbekannt; gestorben am 9. November 1716 auf Curaçao) war eine Sklavin und Anstifterin einer Sklavenrevolte auf Curaçao.

## Leben
Das Geburtsdatum von Maria ist nicht bekannt. Sie lebte mit dem Sklaven Tromp im Konkubinat. Es gibt keine Kenntnisse von Kindern aus dieser Beziehung.
Maria arbeitete als Haussklavin und Köchin auf der WIC-Plantage St. Maria auf Curaçao. Sie war eine der Dauersklaven der Kompanie. Es gehörte zu ihren Aufgaben, sich um die Neuankömmlinge zu kümmern, die nach ihrer Ankunft in Curaçao zunächst auf einer der acht Plantagen des Unternehmens untergebracht wurden, bis sie verkauft wurden.
Am 15. September 1716 kam es auf der Plantage zu einer Sklavenrebellion. Eine Gruppe Sklaven der Plantage ermordete den De-facto-Besitzer der Plantage, Christiaan Muller. Seine Frau beobachtete dabei, wie ein blutüberströmter Sklave vom Feld kam und in die Hütte von Maria ging. Kurze Zeit später stürmte ein Dutzend Sklaven, bewaffnet mit Messern, das Haus des Verwalters. Seine Frau konnte mit den Kindern fliehen, danach lauerten die rebellierenden Sklaven außerhalb der Plantage einem Mitglied der Kavallerie des WIC auf und töteten diesen und seine Frau. Dabei erbeuteten sie auch eine Feuerwaffe. Nachdem die Nachricht von der Rebellion die Hauptstadt Willemstad erreicht hatte, und eine Fahndung eingeleitet worden war, wurden innerhalb weniger Tage zehn der Rebellen gefasst und ein weiterer erschossen.
Marias angebliche Rolle bei der Rebellion wurde bei den darauffolgenden Verhören aufgezeigt. Tromp erklärte zunächst, er hätte in Marias Haus gewohnt und sie wäre seine Frau, doch sie hätte mit dem Aufstand und den Morden nichts zu tun. Unter Folter jedoch erklärte er, Maria hätte von allem gewusst. Diese Aussage wurde ebenfalls unter Folter von anderen bestätigt. Den Mord an Muller sollte Maria veranlasst haben, da dieser den Tod ihres früheren Partners zu verantworten hätte. Nachdem sie erfahren hatte, dass Muller tot war, soll sie gesagt haben: „Das ist gut, mach weiter“. Auch die Anführerin der Rebellion, Agathia, erklärte, Maria hätte dazu aufgerufen, alle Weißen zu töten und das Geld des Verwalters zu entwenden, um die Rebellen freizukaufen.
Selbst unter Folter erklärte Maria, nichts mit dem Aufstand zu tun gehabt zu haben. Doch nach den Geständnissen der anderen wurde dies nicht geglaubt und sie wurde mit den anderen Angeklagten zum Tode verurteilt. Es ist nicht erwiesen, ob Maria wirklich zu den Anstifterinnen des Aufstandes zu zählen ist. Am 9. November 1716 wurde sie mit einer Schlinge um den Hals an einen Pfahl gekettet und anschließend lebendig verbrannt. Ihre Asche wurde in den Wind und ins Meer gestreut. Als Scharfrichter fungierten andere reguläre Sklaven der Gesellschaft. „Wir mussten diesen gottverlassenen Negern eine solche Strafe auferlegen, um ein Exempel zu statuieren, und ich bedaure den Schaden, der der Ed. Comp. dadurch entstanden ist“, berichtete der Gouverneur an seine Vorgesetzten. In der periodischen Übersicht der verstorbenen WIC-Sklaven taucht Marias Name nicht auf. Sie muss die einzige Sklavin unter den dreizehn Sklaven im Sterberegister gewesen sein, die nur anonym registriert wurde: eine Frau, die „wegen ihrer bösen Taten zur Gerechtigkeit [verurteilt]“ wurde.
Ihr Schicksal wurde in dem Lied Maria of Curaçao: Pain Is Hereditary von Roseland En Why Cee, thematisiert.